# 菲利普·梅达尔
菲利普·梅达尔（法語：Philippe Médard，1959年6月10日—2017年9月29日），生于梅莱迪迈讷，法国男子手球运动员。他曾代表法国国家队参加1992年夏季奥林匹克运动会手球比赛，获得一枚铜牌。